# Biểu diễn thập phân
Biểu diễn thập phân của một số thực không âm r là một biểu hiện dưới hình thức một chuỗi số, thông thường viết dưới dạng tổng
{\displaystyle r=\sum _{i=0}^{\infty }{\frac {a_{i}}{10^{i}}}}
ở đó a0 là một số nguyên không âm và a1, a2,... là các số nguyên thỏa mãn 0 ≤ ai ≤ 9, được gọi là các chữ số của biểu diễn thập phân. Dãy các chữ số trên có thể là hữu hạn, trong trường hợp đó, bất kỳ số nào sau trong chuỗi được giả định là 0. Một số tác giả cấm các biểu diễn thập phân với một dãy vô hạn các số "9". Hạn chế này vẫn cho phép biểu diễn số thập phân cho mỗi số thực không âm, nhưng việc này làm cho mỗi số chỉ có một biểu diễn thập phân duy nhất. Các số trong biểu diễn thập phân thường được viết ngắn gọn hơn như sau
{\displaystyle r=a_{0}.a_{1}a_{2}a_{3}\dots .\,}
Trong đó, a0 là phần nguyên của r, không bắt buộc phải từ 0 đến 9, và  a1, a2, a3,... là các chữ số tạo nên phần lẻ thập phân của r.
Cả hai cách viết trên, theo định nghĩa, là giới hạn của chuỗi sau:
{\displaystyle r=\lim _{n\to \infty }\sum _{i=0}^{n}{\frac {a_{i}}{10^{i}}}}.

## Sách tham khảo
- Tom Apostol (1974). Mathematical analysis . Addison-Wesley.